# 羊毛断熱材
羊毛断熱材（ようもうだんねつさい）は、天然繊維である羊毛を使用して製造された断熱材である。

## 特徴
綿やポリエステルのような可燃性の繊維に比べて耐燃性があり、さらに羊毛の熱伝導率が0.05 W/mKと低いことから断熱材として用いられる。羊毛の発火温度は570℃-600℃であることから耐火性能をうたう場合もあるが、羊毛は135℃から分解をし始め、容易に炭化する。そのため、一般的な住宅用断熱材であるロックウール（耐熱性能700℃）やグラスウール（耐熱性能400℃）などの無機断熱材と比べると耐熱性能は低く、価格も数倍以上と高価である。
天然繊維であることから燃えても無害だと考えられがちであるが、実際には硫化水素・アンモニア・青酸ガスなどの毒ガスが発生する。
衣服にも用いられる普通の繊維であり、水分を吸いやすいことから、湿度を一定に保つ調湿性に優れる特徴がある。その特徴により、一部の羊毛断熱材は防露認定を取得しており、防湿シートを設置しなくて良い為、その分コストダウンする事ができる。（一般的な繊維系断熱材の場合は断熱材と防湿シートの両方を設置しなくてはならない）。

## 流通している種類
羊毛断熱材としては、羊毛45%〜100%の製品が流通しており、羊毛の割合が高いものが高性能な断熱材とされている。羊毛としては、新毛を用いたものとリサイクルされた羊毛を用いたものがある。羊毛以外の組成材としてはポリエステルやトウモロコシが用いられている。